# 蘭川
蘭川（あららぎがわ）は、木曽川水系の一級河川。長野県木曽郡南木曽町を流れる。木曽川本川に合流する1次
支川。

## 地理
木曽山脈の南端である長野県木曽郡南木曽町吾妻東部と飯田市との境付近にある大平峠から流れ出た本谷川に周辺の谷川が集まって蘭川となり、南木曽町吾妻西部の国道256号の吾妻橋付近で木曽川に合流する。河川延長は12.042キロメートル。
上流では木曽山脈を横断する渓谷を流れながら長者畑川・鍋割川などと合流する。蘭集落が位置する南沢川が合流する付近より上流では、渓谷に過去の洪水の勢いを窺わせる巨大な岩が点在する。下流では男埵川などと合流するが、男埵川には旧中山道の自然遊歩道が整備され、樽滝などの景勝地や史跡も多く存在する。
流域には国有林が多いが、流域では江戸時代から木細工が盛んであったこともあり、蘭川上流部では伐採が進んでおり美林は少ない。

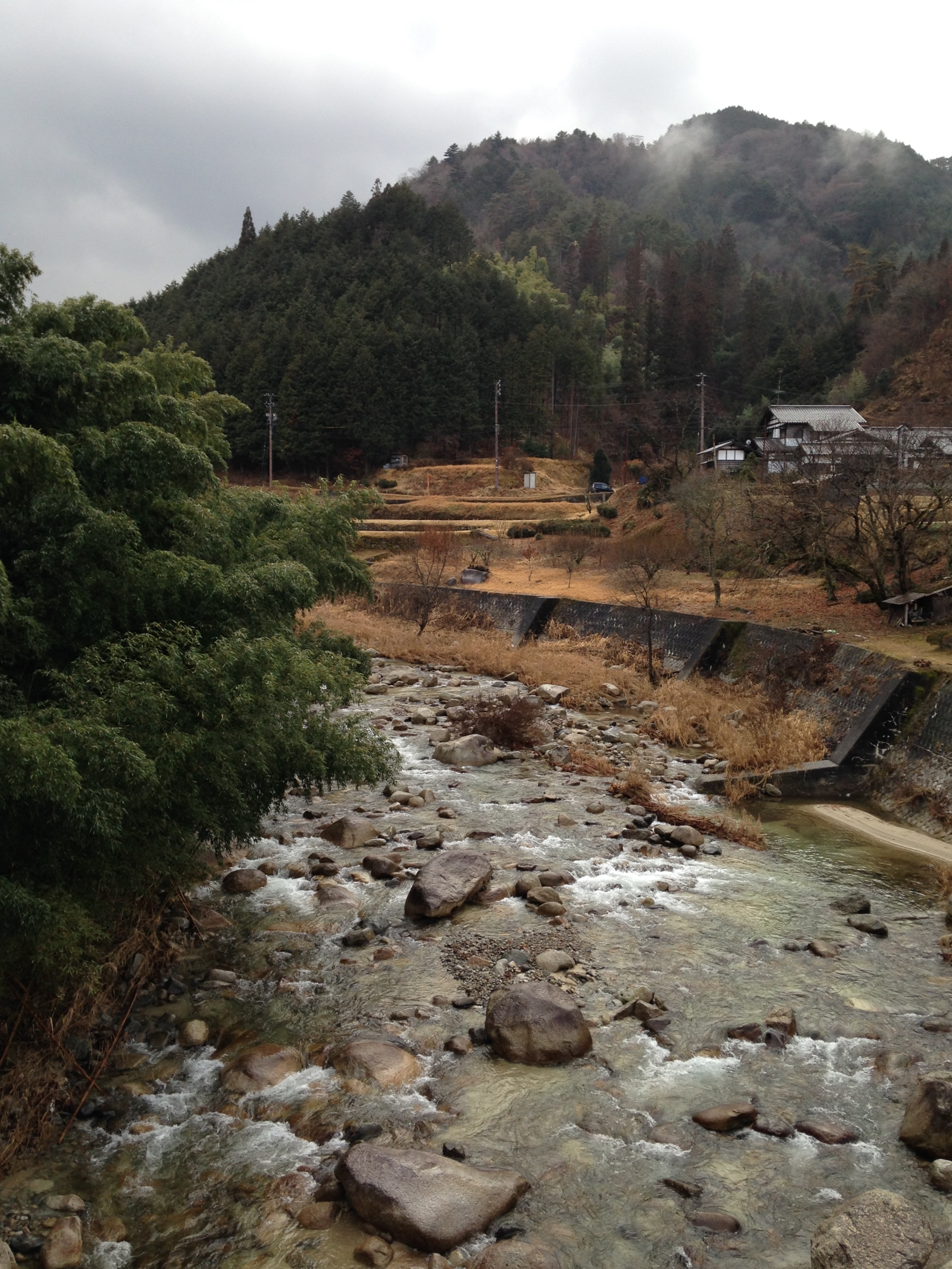
田島橋から上流方向を望む
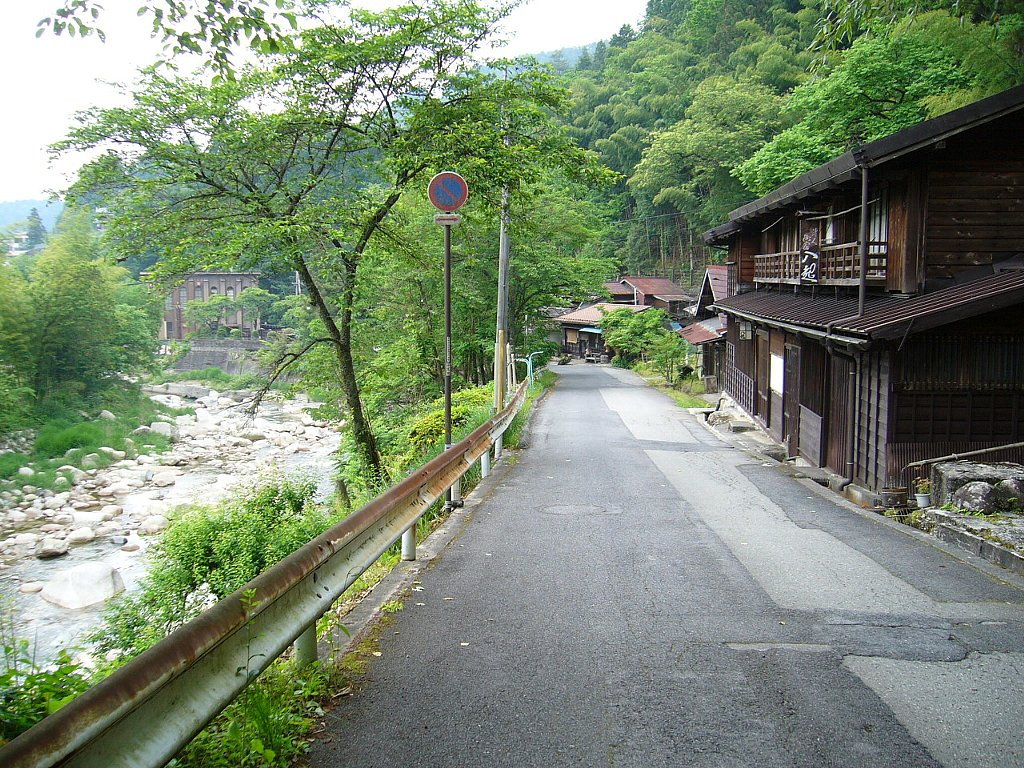
妻籠宿の町並みと並行して流れる蘭川
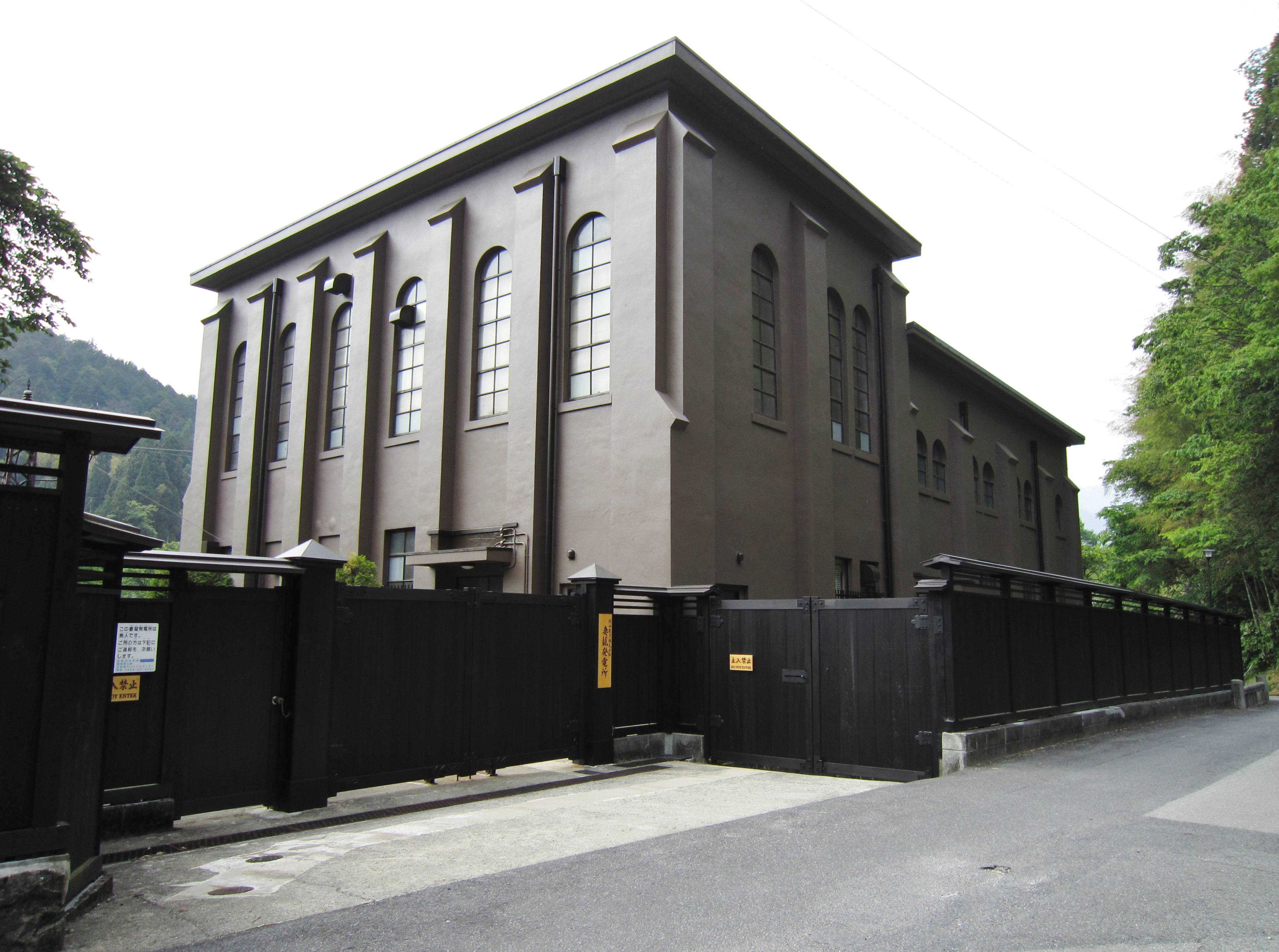
妻籠発電所
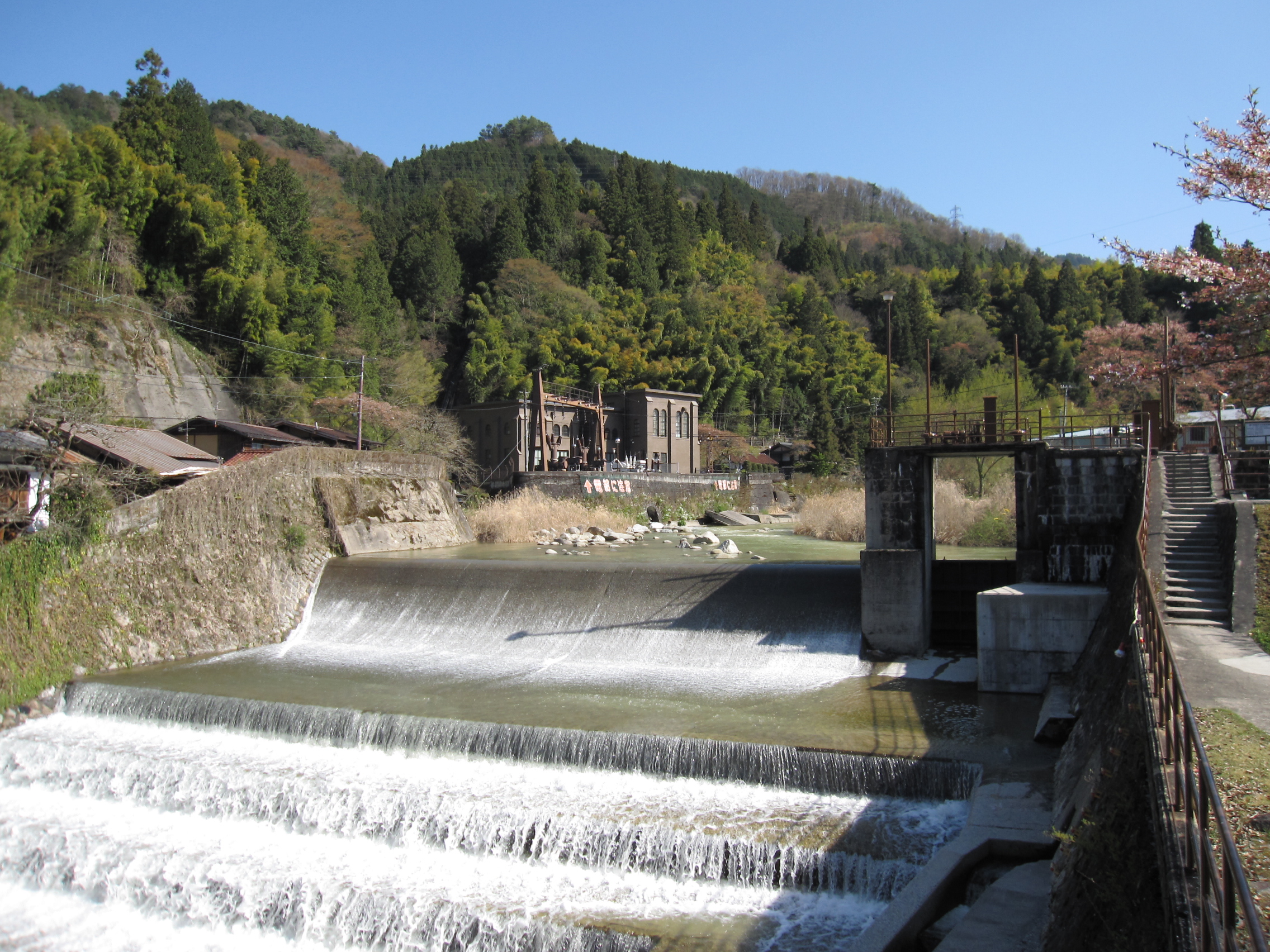
蘭川発電所取水口
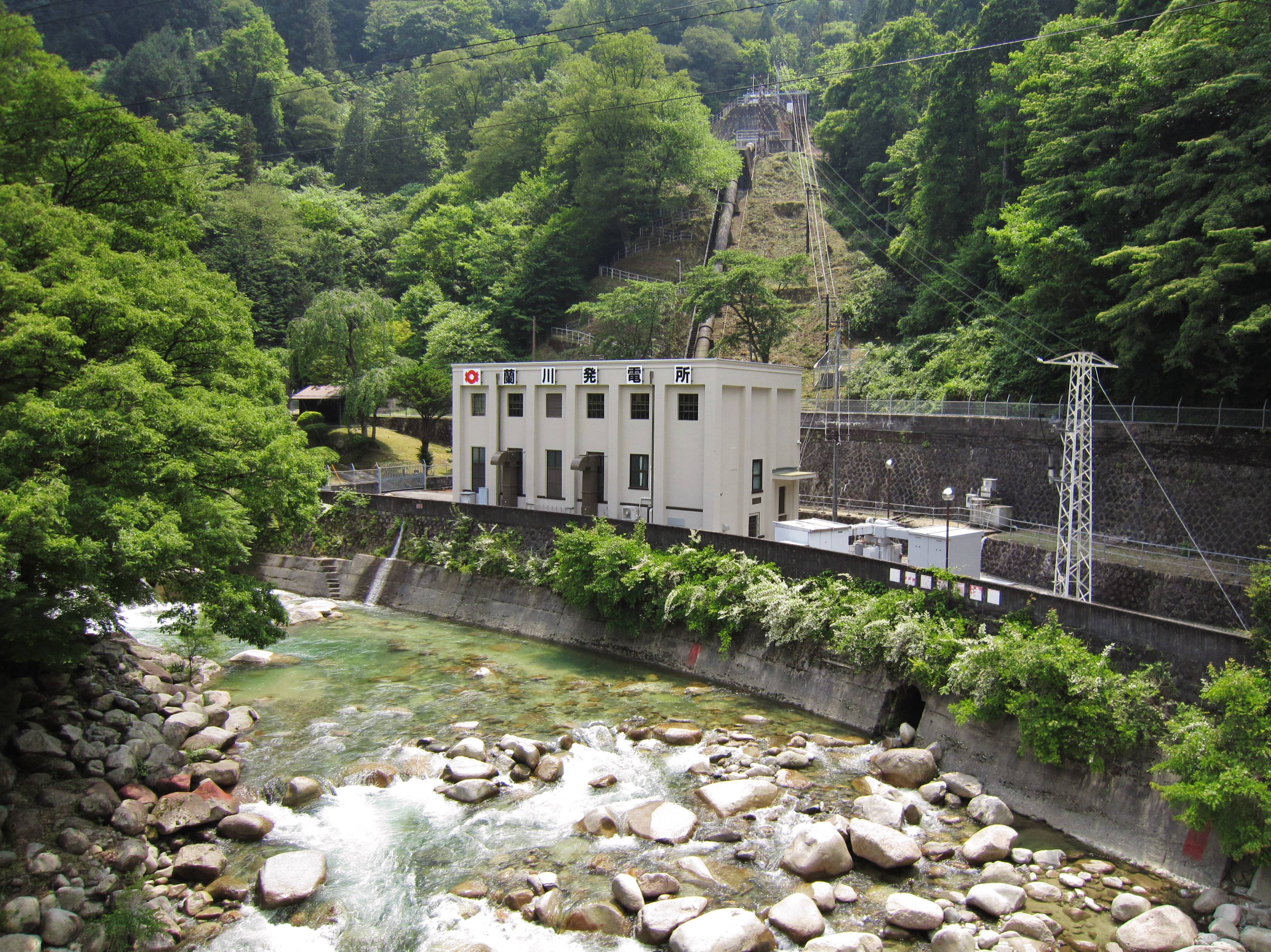
蘭川発電所
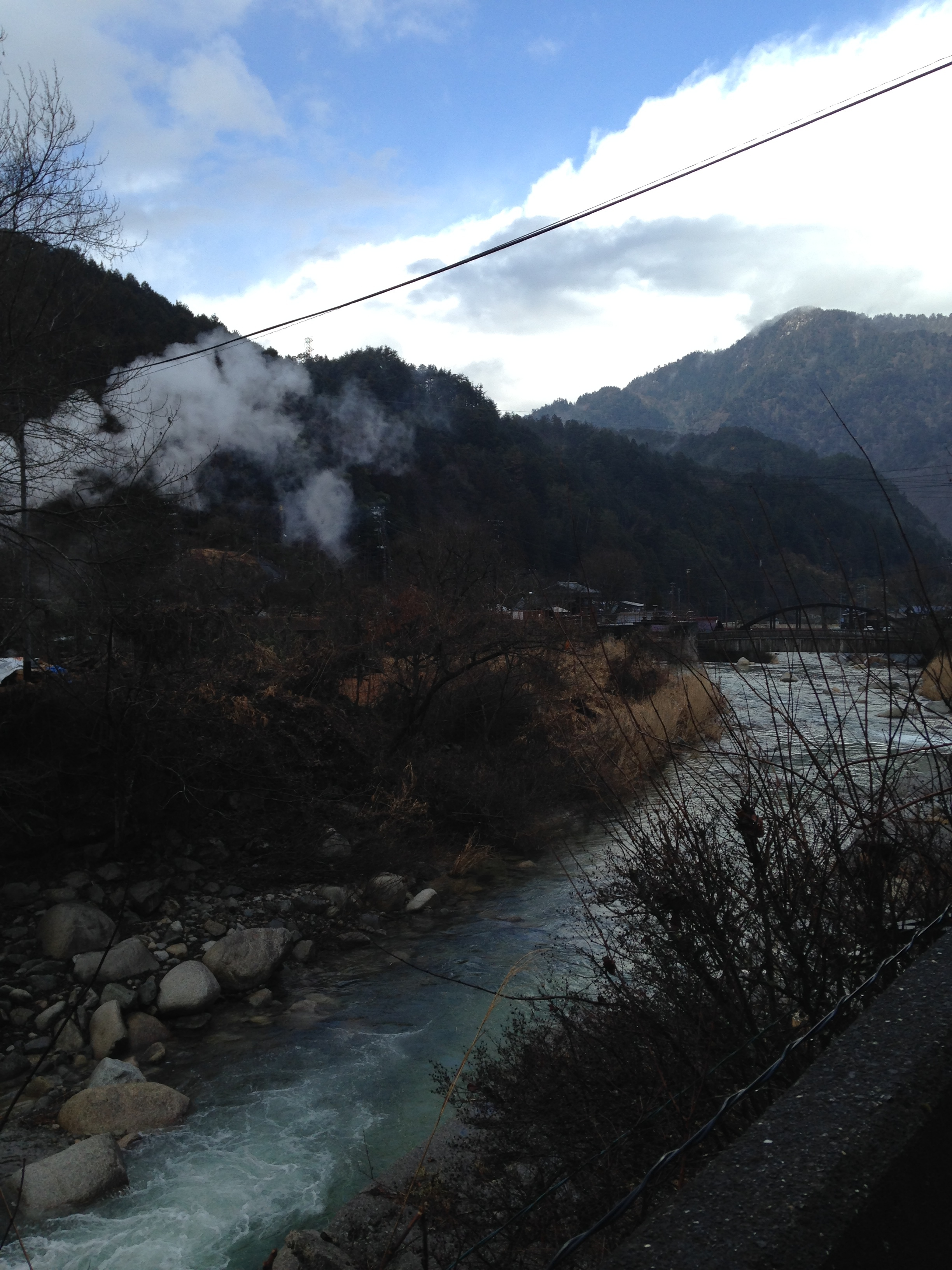
妻籠発電所付近を流れる蘭川

## 歴史
蘭川下流部の東岸には中山道の42番目の宿場・妻籠宿があった。妻籠宿から男埵川に沿いに南下すると馬籠峠があり、妻籠宿は馬籠峠越えの宿場町として栄えた。また妻籠宿のやや上流、男埵川沿いには大妻籠の集落があり、ここでも宿泊が可能だった。

## 主な橋
全区間を並行する国道256号は吾妻橋・本谷大橋などが架かる。
- 妻籠大橋（岐阜県道・長野県道7号中津川南木曽線）